# Орсе
Орсе (на испански: Orce) е населено място и община в Испания. Намира се в провинция Гранада, в състава на автономната област Андалусия. Общината влиза в състава на района (комарка) Уескар. Заема площ от 324 km². Населението му е 1321 души (по данни от 2010 г.). Разстоянието до административния център на провинцията е 150 km.